# Heiberg-Esmarch
También conocida como manipulación Esmarch-Heiberg o manipulación Heiberg-Esmarch.

## Personas Asociadas
Johannes Friedrich August von Esmarch
Jacob Munch Heiberg

## Descripción
Manipulación simple que puede salvar vidas guardando el paso respiratorio en un desmayo, colapso, inconsciencia, episodios anestésicos etc. La cabeza es inclinada hacia atrás y la quijada hacia adelante, permitiendo que la fila más baja del diente este en frente de la fila superior y el paso de la respiración este abierto.
- Datos: Q5893483